# Flavignac
 Flavignac   (en occitano Flavinhac) es una población y comuna francesa, situada en la región de Lemosín, departamento de Alto Vienne, en el distrito de Limoges y cantón de Châlus.

## Demografía
| 1165 | 1005 | 969 | 963 | 909 | 955 | 1045 |
| Para los censos de 1962 a 1999 la población legal corresponde a la población sin duplicidades (Fuente: INSEE [Consultar]) |      |     |     |     |     |      |